# Laisorolai de Cima
Laisorolai de Cima (Laisorulai de Cima, Laisorolai Leten, Laisorolai de Sima, deutsch „Ober-Laisorolai“) ist ein osttimoresischer Suco im Verwaltungsamt Matebian (Gemeinde Baucau).

## Geographie

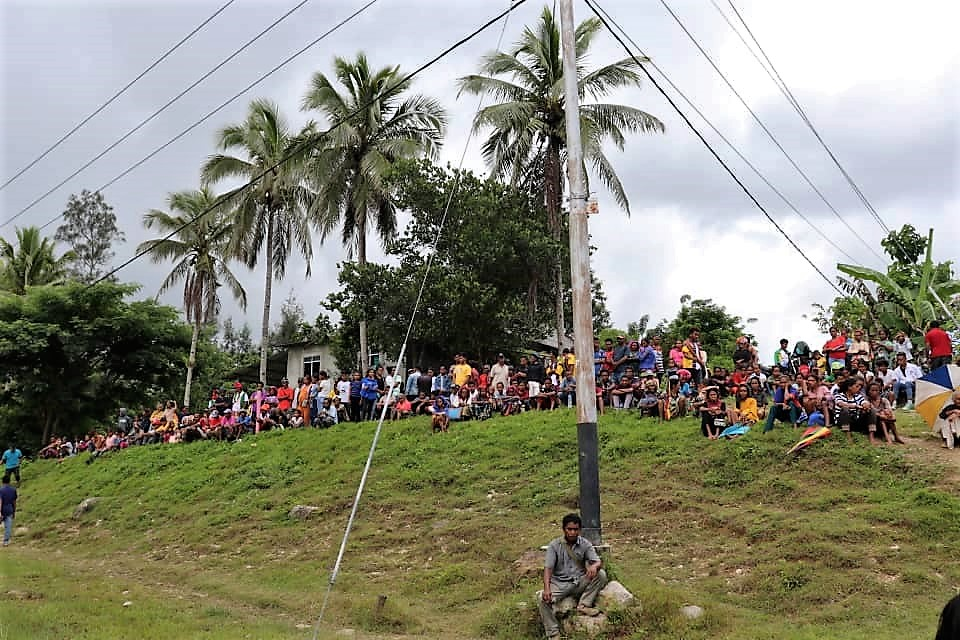
In Laisorolai de Cima (2022)

Laisorolai de Cima liegt im Südosten des Verwaltungsamts Matebian.
Vor der Gebietsreform 2015 hatte Laisorolai de Cima eine Fläche von 22,90 km². Nun sind es 7,48 km², die sich in die drei Aldeias Baticassa, Uaidaba und Uata-Liu (Uatulio) teilen.
Im Westen des Sucos liegt der Ort Laisorolai (Laissorolai, Lassorolai), an den im Westen Maluro grenzt. Nördlich davon liegen die Orte Baticassa (Baticasa) und Uaidaba, südlich das Dorf Uaroro und östlich die Dörfer Laisorolai und Samalano (Samafano). Im Nordosten des Sucos, an der Grenze zu Abo befinden sich die Orte Abo-Matebian (Abomatebian, Abomatebean) und Abo-Lir (Lir). Grundschulen gibt es in Samalano, Baticassa, Uaroro und in Laisorolai (Escola Primaria Catolica Laisorolai).
Am 1. Januar 2024 soll das neue Verwaltungsamt Matebian geschaffen werden. Der erste Stein des Sitzes des Verwaltungsamtes wurde am 16. Juni 2023 in Laisorolai de Cima gelegt.

## Einwohner

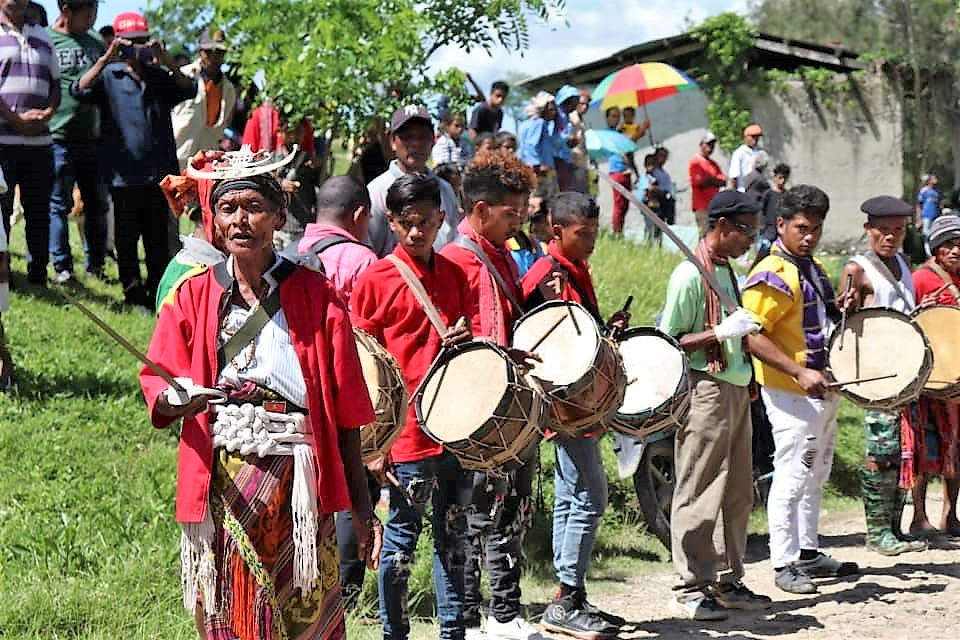
Feierlichkeiten in Laisorolai de Cima

Im Suco leben 865 Einwohner (2022), davon sind 440 Männer und 425 Frauen. Im Suco gibt es 207 Haushalte. Über 95 % der Einwohner geben Makasae als ihre Muttersprache an. Unter 5 % sprechen Bekais, eine Sprache, die hauptsächlich in der westlichen Gemeinde Bobonaro gesprochen wird.

## Geschichte
Zwischen 1984 und 1986 befand sich beim Ort Laisorolai ein indonesisches Lager für Zwangsumgesiedelte aus Lelalai.

## Politik

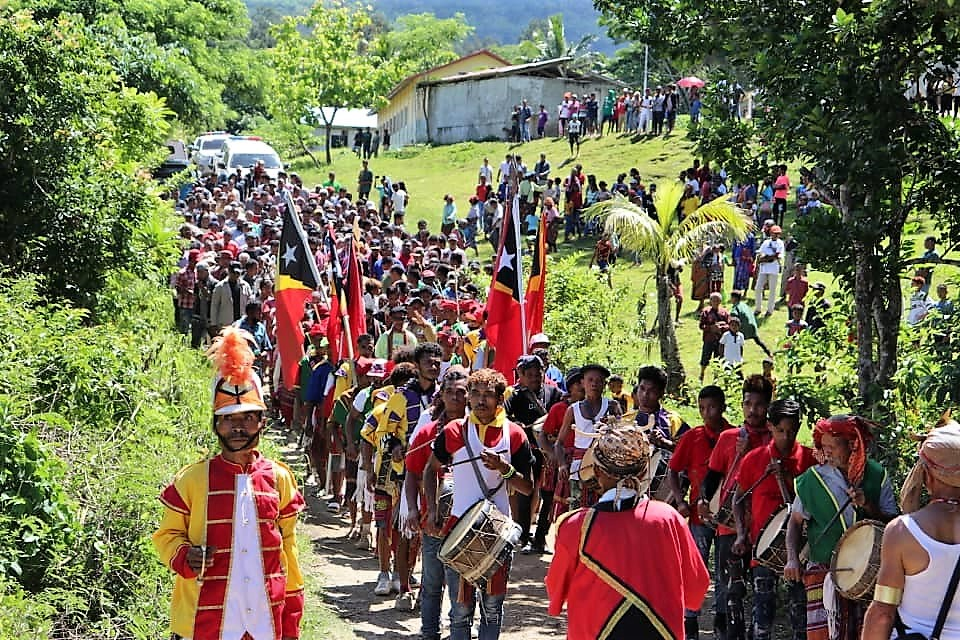
Feierlichkeiten in Laisorolai de Cima

Bei den Wahlen von 2004/2005 wurde Manuel da Costa zum Chefe de Suco gewählt. Bei den Wahlen 2009 gewann Cipriano Cabral und wurde 2016 in seinem Amt bestätigt.
2023
2023 wurden zum Chefe de Aldeias gewählt: Sebastião da C. Belo (Baticassa), Agapito M.Alves (Uaidaba) und Isak Cabral (Uata-Liu).